# 국립생태원
국립생태원(國立生態院, 영어: National Institute of Ecology)은 생태와 생태계에 관한 조사ㆍ연구 및 전시·교육 등을 체계적으로 수행하여 환경을 보전하고 올바른 환경의식을 함양하기 위하여 설립된 대한민국 환경부 산하 기관으로 대한민국 최대 생태 전시관이다. 임시운영은 환경부 국립생태원법인화추진단에서 담당하고 있으며 국립생태원법인화추진단장은 환경부 과장급(3~4급)이 임명된다. 충청남도 서천군 마서면 금강로 1210(덕암리)에 위치하고 있다.

## 설립 근거
- 국립생태원의 설립 및 운영에 관한 법률 제1조[7]

## 주요 업무
- 생태에 관한 조사·연구 및 평가
- 생태계 변화 관찰 및 적응 등에 관한 연구
- 기후대별 지구생태 변화 관찰 및 극한기후 적응 연구
- 생태계 복원에 관한 연구 및 기술개발 사업
- 생태계교란 생물[8] 및 유전자변형생물체[9]의 생태계 위해(危害) 관리에 관한 연구
- 생태계가 제공하는 서비스[10]의 유형화, 평가 및 지속적 활용방안 연구
- 동식물 등 생태 관련 전시, 체험 및 홍보 시설 조성과 그 운영에 관한 사항
- 생태 관련 전문인력 양성 및 교육 프로그램의 개발 및 운영
- 국내외 생태 관련 연구기관 등과의 교류 협력 및 생태계 정보망 구축·운영 사업
- 생태관광[11] 육성 및 그 지역 소득사업 등 지역경제활성화를 위한 사업
- 생태계 조사·연구와 정책 지원 등을 위하여 관계 법령에서 위임 받은 사업 및 국가, 지방자치단체 또는 그 밖의 기관으로부터 위탁받은 사업
- 다른 법령에 따라 국립생태원이 수행할 수 있는 사업
- 위의 사업에 딸린 업무로서 정관으로 정하는 사항
- 그 밖에 국립생태원의 설립 목적을 달성하기 위하여 필요하다고 환경부 장관이 인정하는 사업

## 연혁
- 2007년 6월 서천발전정부대안사업추진 공동협약 (6개 부처 및 서천군청)
- 2007년 8월 국립생태원 부지 선정 (서천군 마서면 일원 996m²)
- 2007년 9월 국립생태원조성기본계획 수립 1단계 연구
- 2008년 2월 국립생태원건립위원회 구성 (환경부 차관 등 20명)
- 2008년 12월 국립생태원조성기본계획 수립 2단계 연구
- 2009년 1월 국립생태원건립기본계획 보고
- 2009년 6월 국립생태원건립마스터플랜 기본설계 완료
- 2009년 7월 군도 6호선 지중화공사 및 착공식 개최
- 2009년 10월 국립생태원건립마스터플랜 실시설계 완료
- 2009년 12월 국립생태원 생태체험관 실시설계 적격자 선정
- 2010년 1월 생태체험관 우선시공분(토목) 공사 착공
- 2010년 7월 생태체험관 실시설계 완료 및 공사 착공
- 2012년 7월 국립생태원마스터플랜 건립공사 완료
- 2012년 12월 국립생태원 에코리움 및 야외공간 조성사업 완료
- 2013년 3월 임시운영 개관[12][13]
- 2013년 10월 국립생태원 법인 설립등기 완료 및 공식 출범 / 최재천 제1대 원장 취임
- 2013년 12월 27일 정식 개원
- 2014년 1월 공공기관(위탁집행형 준정부기관) 지정
- 2016년 12월 이희철 제2대 원장 취임
- 2018년 1월 멸종위기종복원센터 신설
- 2018년 7월 박용목 제3대 원장 취임
- 2021년 9월 조도순 제4대 원장 취임

## 조직

### 원장
- 비상임감사
- 비상임임원
- 비서실
- 감사실
- 혁신성과실
  - 혁신평가부
  - 인재경영부
  - 생태지식문화부
- 지역생태협력사업단
  - 협력사업실
  - 생태협력부
  - 지역협력부

#### 경영관리본부
- 기획조정실
  - 기획예산부
  - 재정운용부
- 경영지원실
  - 총무노무부
  - 시설안전부
  - 홍보소통부

#### 생태연구본부
- 융합연구실
  - 연구기획관리팀
  - 국제협력팀
- 생태기반연구실
- 생태보전연구실

#### 생태조사평가본부
- 생태조사연구실
  - 특정보호지역조사팀
  - 자연환경조사팀
- 생태평가연구실
  - 환경영향평가팀
  - 생태공간조사평가연구팀

#### 전시교육본부
- 전시교육실
  - 전시기획부
  - 전시운영부
  - 생태교육부
- 식물관리연구실
  - 야외식물부
  - 온실식물부
- 동물관리연구실
  - 동물관리부
  - 동물복지부

#### 멸종위기종복원센터
- 운영지원실
- 복원전략실
- 복원연구실

## 사건·사고 및 논란

### 법인화 논란
2012년 6월 7일 환경부 공무원노동조합(위원장 이동춘)은 성명서를 내고 국립생태원에 대한 행정안전부의 법인화 추진 방침을 즉각 철회할 것을 촉구한다고 밝혔다.
이동춘 노조위원장은 “유엔환경계획(UNEP)이 생태 서비스의 가치를 세계 국민총생산(GNP)의 두 배인 33조 달러에 달할 것으로 전망하고 있다.”면서 “세계적으로 생물자원에 대한 중요성이 부각되는 마당에 국립생태원을 법인화하겠다는 것은 국가 경쟁력을 약화시키는 것이나 다름없다.”고 비판했다.
2012년 6월 20일 서천군청과 국립생태원건립추진기획단에 따르면 행정안전부와 기획재정부는 국립생태원을 환경부 소속기관이 아닌 별도의 기관으로 운영하기 위한 법인화를 추진하고 있다. 법인화가 추진되는 것은 중앙정부 소속기관인 경우 공무원 수가 늘어나고 예산지원이 부담되기 때문이다. 또 국립생태원은 생태변화를 연구하고 전시기능을 가진 기관이기 때문에 신축적으로 운영할 필요가 있고, 우수한 전문인력 확보 측면에서도 법인화가 필요하다는 입장이다.
한편, 국립생태원 개원을 앞두고 환경부는 264명의 신규 인력을 요청한 것으로 알려졌으며 환경부 측은 국립생물자원관도 정부 소속기관으로 돼 있는 만큼 국립생태원도 부처 소속기관으로 두는 게 당연하다는 견해이다. 자연이라는 공공재를 대상으로 연구하기 때문에 경제적인 사고로 접근해서는 안 된다는 것이 환경부의 입장이다.
이와 관련해 서천군청은 법인화가 되면 서천군수가 법인의 당연직 이사로 참여, 운영에 관여 지역 발전을 꾀할 수 있을 것으로 기대하고 있다.
2012년 9월 11일 새누리당 김태흠 국회의원과 서천군의회 김창규 의장, 박성식 의원, 한관희 의원, 박노찬 의원, 나학균 의원, 양금봉 의원은 간담회를 갖고 국립생태원 공공법인화 문제에 대해 논의했다.
김태흠 의원은 “국립생태원은 개원하면서 연구인력 등 500여명이 동시에 투입되는 것은 아니다, 필수인원을 기본으로 연차적으로 연구와 관리인원을 증원하는 것이 순리다”며 “이런 부분에 대해 조직관리를 하고 있는 행정안전부와 예산문제를 조정하는 기획재정부, 사업을 시행하는 환경부가 눈치를 보고 있다”고 말했다. 이어 “이 문제를 해결할 수 있는 방법은 국무총리실에서 나서야 하고 이를 위해 모든 역량을 발휘해 조속히 매듭질 수 있도록 하겠다”고 말했다.
김창규 의장은 “현재 환경부는 국립생태원 공공법인 법안발의 후에 서천군과 협의를 시도할 것으로 예상된다”며 “하지만 우리 군청은 처음부터 협의체를 구성하고 서천군수는 물론 지역민들을 법인이사에 추가로 늘릴 수 있는 방안을 마련해 국립생태원이 지역발전과 함께 갈수 있는 대안들을 제시하자”고 말했다.
2012년 10월 30일 서천군의회 전익현 부회장은 기고문을 통해 “국립생태원, 정부 소속기관으로 가야 지속가능한 안정적 운영으로 서천지역 발전을 앞당길 수 있다”고 강조했다.
전 부의장은 기고문에서 그간 정부가 국립생태원의 조직형태를 둘러싸고 정부조직, 공공기관, 법인화 등으로 갈팡질팡하였고 사업 마무리 단계에서 작은정부 구현, 운영의 효율성 등을 운운하며 짜맞추기식 자기 합리화로 국립생태원의 법인화를 기정사실화했다고 언급했다. 또한 국립생태원과 유사한 성격을 지닌 국립생물자원관도 정부소속기관으로 되어 모범적으로 운영되고 있는데 국립생태원을 법인화한다는 것은 도저히 납득할 수 없는 노릇이라고 주장했다.
2013년 4월 18일 국립생태원 법인화를 추진하기 위해 이완영 의원(경북 고령군·성주군·칠곡군)이 대표발의한 '국립생태원 설립 및 운영에 관한 법률안'이 국회 환경노동위 법안심사소위원회를 통과했다.
이 의원은 "국립생태원을 법인화하면 기후변화와 각종 개발행위에 따른 생태계 조사, 변화 및 진단·예측 및 적응·복원 연구, 생태계 관련 전시 및 체험 교육을 실시할 수 있다."면서 "방문객들이 환경을 보전하고 올바른 환경의식을 함양하는데 도움을 줄 것"이라고 말했다. 이어 "국립생태원이 법인화되면 기후변화나 각종 개발사업으로 인한 생태계 변화 등 여러 가지 위협에 보다 유연하고 적극적으로 대처할 수 있을 것"이라고 강조했다.

## 같이 보기
- 국립생물자원관
- 국립해양생물자원관